# Giro dell'Umbria 1977
Il Giro dell'Umbria 1977, trentaseiesima edizione della corsa, si svolse il 6 agosto 1977 su un percorso di 223 km. La vittoria fu appannaggio dell'italiano Francesco Moser, che completò il percorso in 6h13'00", precedendo i connazionali Franco Bitossi e Giacinto Santambrogio.

## Ordine d'arrivo (Top 10)
| Pos. | Corridore                | Squadra            | Tempo    |
| ---- | ------------------------ | ------------------ | -------- |
| 1    | Francesco Moser          | Sanson-Campagnolo  | 6h13'00" |
| 2    | Franco Bitossi           | Vibor              | s.t.     |
| 3    | Giacinto Santambrogio    | Bianchi-Campagnolo | s.t.     |
| 4    | Felice Gimondi           | Bianchi-Campagnolo | s.t.     |
| 5    | Gianbattista Baronchelli | Scic               | s.t.     |
| 6    | Leonardo Mazzantini      | Zonca-Santini      | s.t.     |
| 7    | Carmelo Barone           | Fiorella           | s.t.     |
| 8    | Giovanni Battaglin       | Jollj Ceramica     | s.t.     |
| 9    | Remo Rocchia             | Vibor              | s.t.     |
| 10   | Franco Conti             | Zonca-Santini      | s.t.     |